# Drawa

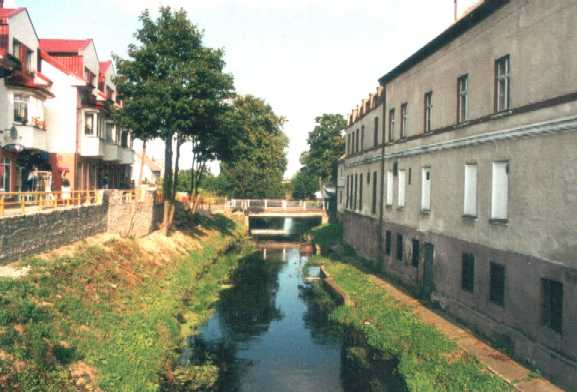
De Drawa in Drawsko Pomorskie

De Drawa (Duits: Drage) is een rivier in het woiwodschap West-Pommeren in Noordwest-Polen.
De Drawa is 168 kilometer lang en ontspringt op de Baltische Landrug. Bij de stad Krzyż Wielkopolski mondt hij uit in de rivier Noteć (Duits: Netze).
Aan de rivier liggen de volgende steden:
- Złocieniec
- Drawsko Pomorskie
- Drawno
- Krzyz Wielkopolski